# Oreka
Pour l’article ayant un titre homophone, voir Horeca.
Oreka fut un fournisseur d'accès internet créé en janvier 2000 par David Bitton et lancé en mai 2000 qui ferma en mai 2005.

## Histoire
Leur offre commençait à 0 franc pour 18 heures de connexion mensuelles sans coût de communication.
Leur particularité était, via l'installation d'un logiciel propriétaire de connexion sous Windows d'afficher une bannière de publicité au-dessus du navigateur web et qui vérifiait la présence d'activité par les mouvements de la souris, ce qui permettait de baisser les tarifs (malgré tout, un hack fut réalisé et permettait d'activer en permanence le mouvement de la souris).
Toutefois, cette offre ne dura que quelques mois. Avant de bénéficier de cette offre, il fallait attendre plusieurs mois sur liste d'attente, limité à 4 heures mensuelles gratuites.
Début décembre 2000, l'offre tomba à 6 heures par mois (sans attente). 
Puis durant l'année 2001, l'offre de forfait gratuit fut interrompue.
En 2002 l'offre était de 3 forfaits tout compris (accès + communications) : 5h pour 5€, 10h pour 8€, 20h pour 12€50 et 50h pour 14€50 à partir du mois de décembre 2002
Oreka a été racheté par le groupe FirstStream en 2002 avant de cesser définitivement son activité le 31 mai 2005. Le directeur d'Oreka M. Charaix déclara « Face au contexte concurrentiel et à la politique agressive des principaux opérateurs, je pense et je constate qu'il n'y a plus de place pour les FAI qui ne sont pas propriétaires de leur infrastructure réseau. »

## Autres précurseurs de l'accès internet bas débit  sans abonnement
- Free
- Liberty Surf
- World Online
- Freesbee
- Oreka
- Freesurf
- Fnac.net

## Sources
- Article de 2000 sur la révolution Oréka
- L'arrêt d'Oréka